# Giacinzie

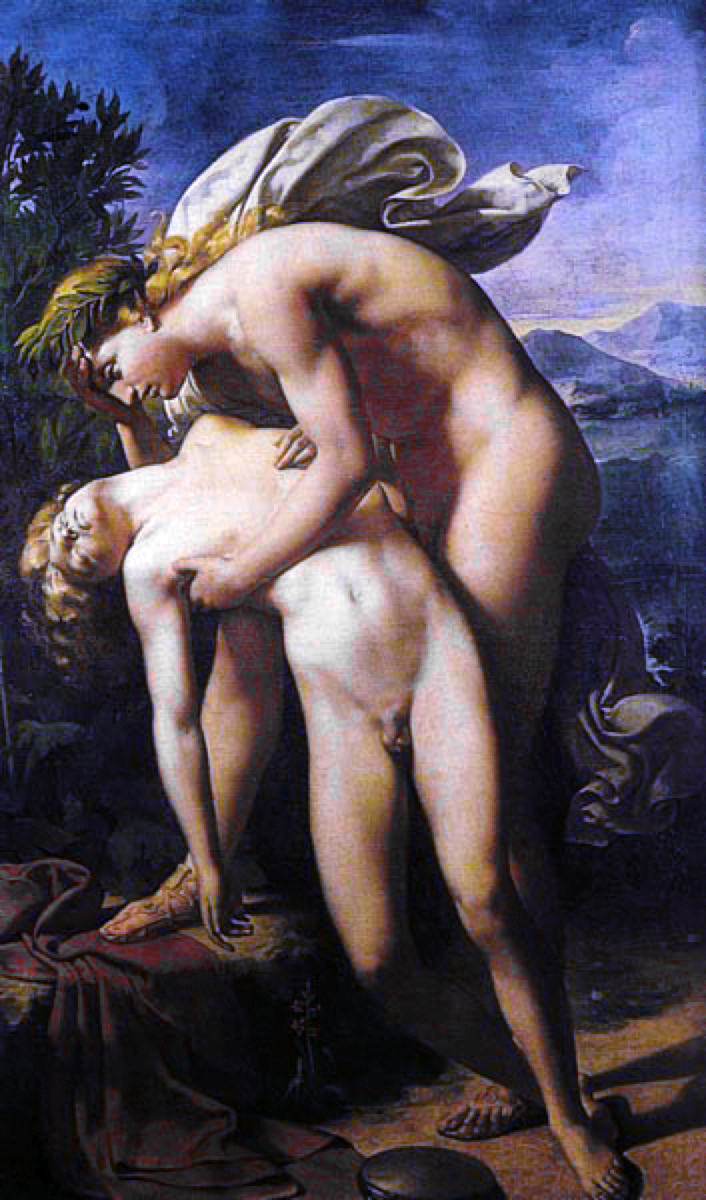
Morte di Giacinto di Merry-Joseph Blondel.

Le Giacinzie erano una delle principali festività nell'antica Grecia di Sparta, insieme alle Carnee e alle Gimnopedie.
Erano celebrate nella città di Amicle alla fine di maggio o in giugno in onore di Giacinto, un giovane che nel mito è stato ucciso accidentalmente da un disco lanciato da Apollo che ne era innamorato.

La festa durava tre giorni durante i quali si alternavano diversi riti che simboleggiavano la morte e la rinascita. Il primo giorno era dedicato al lutto, il secondo giorno e il terzo venivano allestiti spettacoli, feste e banchetti.

## Le origini
Come tutte le feste spartane anche le Giacinzie riflettono la volontà dei Lacedemoni di far risalire le proprie origini alle civiltà antiche e al mito, in particolare dai Dori e quindi dalla stirpe degli Eraclidi, che si credeva avessero conquistato il Peloponneso giungendo da nord. Va bene inteso che i Dori non erano visti come invasori ma al contrario, essendo questi secondo la tradizione discendenti di Eracle, erano considerati dei restauratori e si parla perciò di un "ritorno degli Eraclidi".
Pur non essendoci prove dirette di un'invasione così massiccia, gli Spartani vedevano se stessi come discendenti dei Dori e degli eroi Omerici. L'importanza di consolidare le proprie origini divine si ritrova nell'uso di dedicare santuari non solo agli dèi ma anche al ricordo della Lacedemone achea con templi a Elena, Menelao e Achille.

Per questa stessa ragione Amicle è molto caro agli Spartani; Pausania ricorda la tradizione secondo la quale questo luogo fu teatro di una straordinaria conquista da parte dei Dori, e infatti divenne il quinto villaggio costitutivo di Sparta:
(Pausania, Periegesi della Grecia, III, 26-7.)
Se è vero ciò che le fonti attestano e che la conquista di Amicle da parte degli Spartani è avvenuta nell'VIII secolo a.C. allora è legittimo supporre che le prime celebrazioni di festività simili alle Giacinzie siano avvenute in quel periodo.

Inoltre la scelta della villaggio di Amicle per i festeggiamenti delle Giacinzie deriva da una tradizione secondo la quale in quel luogo si sarebbe trovata la tomba di Giacinto:
(Pausania, Periegesi della Grecia, III, I, 3.)
Una descrizione dettagliata di questo santuario si trova sempre in Pausania:
(Pausania, Periegesi della Grecia, III, 19, 3-5.)

## Lo svolgimento
Le Giacinzie si festeggiavano in tre giorni nel mese di Ecatombeone, un mese estivo corrispondente alla fine di maggio e inizio giugno, ed erano divise in due momenti, il primo dedicato al lutto e il secondo alla festa, senza dubbio a rappresentare il ciclo di morte e rinascita.
In occasione di questa festa le donne si recavano in un luogo chiamato Chitone, nel quale tessevano appunto il nuovo chitone di Apollo, forse per simboleggiare il rinnovamento annuale della natura. Si tenevano inoltre moltissimi sacrifici al tempio di Apollo e Giacinto.
Lo svolgimento dei tre giorni delle Giacinzie ci è raccontato da Ateneo di Naucrati.

Il primo giorno era di lutto per la morte di Giacinto e si tenevano pasti estremamente sobri, durante i quali non si serviva pane, non si indossavano corone e non si mangiava alcun tipo di dolce. Non si intonavano i canti (peana) alle divinità come avveniva invece per le altre cerimonie.

A metà dei tre giorni si allestivano spettacoli e i protagonisti erano sempre i giovani ragazzi (paìdes) e le ragazze. Alcuni intonavano canti e suonavano la cetra, altri gareggiavano su cavalli addobbati a festa. Alcune ragazze invece sfilavano su dei carri detti kànnathra.
Il pranzo che si consumava era chiamato kopis:
(Ateneo, Deipnosophistai, IV, 138.)
Un dato importante è che durante questo momento della festività  i cittadini mangiavano insieme a tutti i loro conoscenti, compresi gli schiavi.

Secondo Ateneo inoltre «Nessuno si lascia sfuggire queste cerimonie; anzi capita che la città si svuoti in vista dello spettacolo». E l'importanza di questa festività per gli Spartani è testimoniata anche da Senofonte che scrive: «Gli Amiclei in ogni tempo rientrano per cantare il peana alle Giacinzie, anche nel caso che si trovino in spedizione o fuori per qualsiasi altro motivo».

## Eventi storici legati alle Giacinzie
Nel 381 a.C. Agesilao che si trovava a Corinto con l'esercito, fece rientrare in patria gli Amiclei affinché facessero i sacrifici per Apollo e Giacinto.
Durante l'arroccamento sull'Ira nella seconda guerra Messenica gli Spartani stipularono una tregua di quaranta giorni con gli uomini di Ira e tornarono a casa per celebrare la festa.